# Little Feat
Little Feat est un groupe américain de rock, originaire de Los Angeles, en Californie. Il mélange les styles de blues, RnB, country et rock 'n' roll depuis 1969.

## Historique

### Débuts

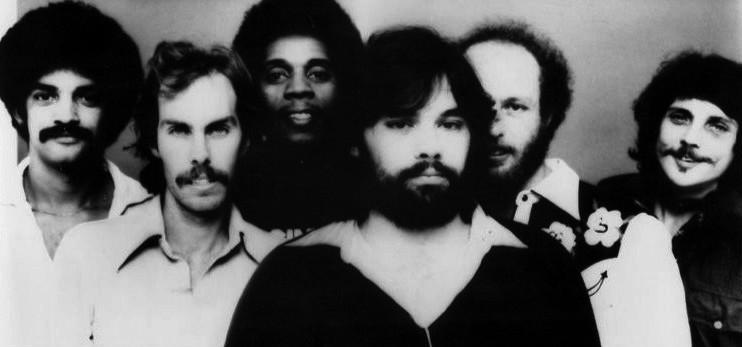
Photographie promotionnelle de Little Feat en 1975.

Le groupe est formé par Lowell George et Bill Payne, deux anciens membres des Mothers of Invention, le premier groupe de Frank Zappa, rejoints ensuite par Richie Hayward et Roy Estrada.
il existe trois histoires sur la genèse de Little Feat. L'une raconte que George a montré à Zappa son morceau Willin', et que Zappa l'a renvoyé des Mothers of Invention, car il croyait que George était trop talentueux pour être membre de son groupe ; il lui dira de partir et formera son propre groupe. La deuxième version raconte que Zappa l'a renvoyé pour avoir joué de la guitare pendant 15 minutes sans amplificateur. La troisième version raconte que Zappa l'a renvoyé car Willin' fait référence aux drogues. Le 18 octobre 1975, à l'Auditorium Theater de Rochester, New York, George commente qu'il lui a été demandé de partir pour avoir écrit un morceau « où ça parle de drogue ».
Dans toute version, Zappa reste dans la lignée instrumentale et obtient un contrat avec Warner Bros. Records. Leur premier album, homonyme, est délivré à Warner Bros. et enregistré entre août et septembre 1970, puis publié en janvier 1971. Sur le point d'enregistrer Willin', George se blesse à la main en manipulant un modèle d'avion miniature, il est remplacé par Ry Cooder aux morceaux de guitare slide. Pour leurs deux premiers albums, les membres font appel à Jimmy Carl Black (ancien batteur au sein de Mothers of Invention) et Nolan Porter sur le premier album, No Apologies. Malgré de bonnes critiques, le manque de succès commercial mène à la séparation du groupe, wet Estrada ira rejoindre le groupe de Captain Beefheart, Magic Band.

### Changement de direction
En 1972, Little Feat se reforme, avec le bassiste Kenny Gradney pour remplacer Estrada. Le groupe ajoute aussi un second guitariste en la personne de Paul Barrere, qui a connu George à l'Hollywood High School en Californie, et un percussionniste, Sam Clayton (frère de Merry Clayton) ; le groupe devient alors un sextette. Barrere et Clayton ajouteront quelques morceaux vocaux aux chansons.
Cette nouvelle formation alterne avec un son folk de La Nouvelle-Orléans. Le groupe enregistre ensuite Dixie Chicken (1973) — l'un des plus populaires du groupe — et Feats Don't Fail Me Now (1974).
En 1973, Payne, Gradney, Barrere, Clayton et George (incorrectement crédité George Lowell) collaborent avec le batteur de jazz Chico Hamilton sur son album Chico the Master. En 1973, Little Feat participe avec Kathy Dalton à son album Amazing au label DiscReet produit par Warner Brothers. Le groupe reste basé à Los Angeles pour ses activités. Lowell George meurt d'une surdose de cocaïne en 1979.

### Depuis 2012
En juin 2012, Little Feat sort l'album Rooster Rag. En 1994, Paul Barrere est diagnostiqué d'hépatite C. En 2015, il annonce souffrir d'un cancer du poumon.

## Membres

### Membres actuels
- Bill Payne - chant, claviers (depuis 1969)
- Paul Barrere - chant, guitare (depuis 1972)
- Sam Clayton - conga, percussions, chant (depuis 1972)
- Kenny Gradney - basse (depuis 1972)
- Fred Tackett - guitare, mandoline, trompette, chant (depuis 1987)
- Gabe Ford - batterie, chœurs (depuis 2009)

### Anciens membres
- Richie Hayward - batterie, chœurs (1969-2009) († 2010)
- Lowell George - chant, guitare, harmonica (1969-1979) († 1979)
- Roy Estrada - basse, chœurs (1969-1972)
- Craig Fuller - chant, guitare additionnelle (1987-1993)
- Shaun Murphy - chant, tambourin (1993-2009)

## Discographie

### Albums studio
- 1971 : Little Feat
- 1972 : Sailin' Shoes
- 1973 : Dixie Chicken
- 1974 : Feats Don't Fail Me Now
- 1975 : The Last Record Album
- 1977 : Time Loves a Hero
- 1979 : Down on the Farm
- 1988 : Let It Roll
- 1990 : Representing the Mambo
- 1991 : Shake Me Up
- 1995 : Ain't Had Enough Fun
- 1998 : Under the Radar
- 2000 : Chinese Work Songs
- 2003 : Kickin' It at the Barn
- 2008 : Join the Band
- 2012 : Rooster Rag
- 2024 : Sam's Place

### Albums live
- 1978 : Waiting for Columbus
- 1996 : Live from Neon Park
- 2000 : Extended Versions
- 2001 : Late Night Truck Stop
- 2002 : Live at the Rams Head
- 2003 : Down upon the Suwannee River
- 2004 : Highwire Act Live in St. Louis
- 2005 : Barnstormin' Live Volume One
- 2005 : Barnstormin' Live Volume Two
- 2007 : Rocky Mountain Jam
- 2010 : Rams Head Revisited
- 2012 : American Cutie
- 2013 : Hellzapoppin: The 1975 Halloween Broadcast
- 2014 : Live in Holland 1976
- 2021 : Electrif Lycanthrope

### Compilations
- 1981 : Hoy-Hoy!
- 1994 : As Time Goes By: The Very Best of Little Feat
- 2000 : Hotcakes & Outtakes: 30 Years of Little Feat
- 2002 : Ripe Tomatos - Volume One
- 2002 : Raw Tomatos - Volume One
- 2005 : The Essentials
- 2006 : Barnstormin' Live Volumes One + Two
- 2006 : The Best of Little Feat